# Doaa el-Adl
Doaa el-Adl (Damietta, 6 de fevereiro de 1979) é uma cartunista egípcia que atualmente trabalha para o jornal Al-Masry Al-Youm, conhecida por seus desenhos satíricos com fortes temas políticos, sociais ou religiosos. Ela foi citada como a cartunista feminina mais famosa do Egito. Seu trabalho na Al-Masry Al-Youm recebeu considerável atenção e criou polêmica. Ela vive e trabalha no Cairo.

## Carreira
Doaa el-Adl estudou Belas Artes, na Universidade de Alexandria, graduando-se em 2000.
Doaa começou a publicar seus desenhos em 2007, tendo trabalhado como cartunista para Al-Dustour, Rose al-Yūsuf e Sabah El Kheir, e ilustrou para Qatr El Nada, Alaa-El Din, Bassem e Al-Masry Al-Youm. Em 2009, tornou-se a primeira mulher a ganhar o prêmio "Distinção Jornalística em Caricatura".
Em 2014, Doaa foi homenageada pela fundação francesa Cartooning for Peace. O prêmio foi entregue pelo antigo secretário-geral da ONU, Kofi Annan, que afirmou que o prêmio "reconhece aqueles que comprometem suas vozes e seu talento artístico com a causa da paz e da tolerância, e que utilizam uma linguagem universal de imagens para informar, educar e celebrar nossa humanidade comum".

## Trabalhos
Após a revolução egípcia de 2011, o trabalho de Doaa el-Adl tornou-se fortemente crítico ao então presidente do Egito, Mohamed Morsi.
Ela criou polêmica em dezembro de 2012, quando publicou um cartoon no Al-Masry Al-Youm retratando um anjo informando Adão e Eva que eles poderiam ter ficado no Jardim do Éden se tivessem votado no candidato certo. De acordo com Doaa, o cartoon era uma crítica aos "políticos que se aproveitam da religião e a usam para dominar e influenciar pessoas simples". Ela foi acusada de blasfêmia por Khaled El Masry, um advogado salafista, que posteriormente foi Secretário-Geral do Centro Nacional para a Defesa das Liberdades da Frente Salafista. O processo alegou que o desenho insultava o papel de Adão no Islã. O Procurador-Geral Talaat Abdallah ordenou uma investigação; que acabou sendo abandonada após o golpe de estado egípcio de 2013.
No mesmo ano, ela foi interrogada por Talaat Abdallah por causa de um cartoon que criticava os islamistas egípcios e sua influência na política. Ela foi defendida pelo cartunista brasileiro Carlos Latuff, que a retratou se defendendo de um islamista com um lápis em forma de lança.
Em fevereiro de 2013, Doaa el-Adl desenhou um cartoon criticando a mutilação genital feminina, onde um homem de aparência decadente sobe uma escada enquanto se espreguiça e segura uma tesoura para cortar uma flor vermelha entre as pernas de uma mulher. Falando ao Clitoraid em 2013, Doaa el-Adl explicou:
| “ | Antes da revolução acontecer, eu desenhava casualmente sobre as questões das mulheres e os seus problemas. Mas agora sou obrigada a desenhar estes cartoons sobre as mulheres, a fim de defender a minha própria existência e a minha liberdade pessoal, que estão ameaçadas sob o domínio da Irmandade Muçulmana. | ” |

Seus cartoons que retratam o julgamento do presidente egípcio Hosni Mubarak também eram populares.
Em 2016, seu trabalho cobriu tópicos internacionais como o Brexit, o ataque à Universidade Bacha Khan (no Paquistão) e o Stop Violence Against Women.

## Prêmios
- 2009 - Distinção jornalística do Sindicato de Jornalistas Egípcios, na categoria "Caricatura"
- 2013 - 41º Prêmio Forte dei Marmi de Sátira Política, na categoria "desenhos satíricos internacionais"[15]
- 2016 - 100 Mulheres mais inspiradoras do mundo pela BBC.[16]